# Microporous and Mesoporous Materials
Microporous and Mesoporous Materials, abgekürzt Microporous Mesoporous Mat.,  ist eine wissenschaftliche Fachzeitschrift, die vom Elsevier-Verlag veröffentlicht wird. Die erste Ausgabe erschien im Jahr 1993 unter dem Namen Microporous Materials, der im Jahr 1998 auf Microporous and Mesoporous Materials erweitert wurde. Die Zeitschrift ist das offizielle Publikationsorgan der International Zeolite Association und erscheint derzeit mit zwölf Ausgaben im Jahr. Es werden Artikel veröffentlicht, die sich mit Stoffeigenschaften und Verwendungen von mikroporösen Partikeln beschäftigen.
Der Impact Factor lag im Jahr 2014 bei 3,453. Nach der Statistik des ISI Web of Knowledge wird das Journal mit diesem Impact Factor in der Kategorie angewandte Chemie an siebenter Stelle von 70 Zeitschriften, in der Kategorie physikalische Chemie an 40. Stelle von 139 Zeitschriften, in der Kategorie Nanowissenschaft & -technologie an 26. Stelle von 79 Zeitschriften und in der Kategorie multidisziplinäre Materialwissenschaft an 44. Stelle von 259 Zeitschriften geführt.